# إيفان فيليتش
إيفان فيليتش مواليد 19 أكتوبر 1972 في ليفنو، جمهورية البوسنة والهرسك الاشتراكية، جمهورية يوغوسلافيا الاشتراكية الاتحادية، هو مدرب كرة سلة بوسني ولاعب معتزل. بدأ مسيرته الاحترافية في سنة 1990. يدرب نادي سيبونا لكرة السلة. اعتزل اللعب في 2006.

## روابط خارجية
- إيفان فيليتش على موقع كرة السلة الأوروبية.كوم (الإنجليزية)